# Total Abandon: Live in Australia
Total Abandon: Live in Australia е двоен лайф албум и DVD на британската хардрок група Deep Purple, записан и издаден през 1999 г.

## Съдърнаие
Всички песни са написани от Иън Гилан, Ричу Блекмор, Роджър Глоувър, Джон Лорд и Иън Пейс, освен посочените.

### CD

#### Диск едно
1. Ted the Mechanic (Гилан, Стив Морз, Глоувър, Лорд, Пейс) – 4:50
2. Strange Kind of Woman – 6:23
3. "Bloodsucker" – 4:56
4. Pictures of Home – 8:19
5. Almost Human (Гилан, Морз, Глоувър, Лорд, Пейс) – 6:16
6. Woman from Tokyo – 6:47
7. Watching the Sky (Гилан, Морз, Глоувър, Лорд, Пейс) – 5:46
8. "Fireball" – 4:44
9. Sometimes I Feel Like Screaming (Гилан, Морз, Глоувър, Лорд, Пейс) – 7:11
10. Steve Morse Guitar Solo (Морз) – 8:42
11. Smoke on the Water – 9:01

#### Disc 2
1. Lazy – 8:49
2. "Perfect Strangers" (Гилан, Блекмор, Глоувър) – 6:18
3. Speed King – 14:28
4. "Black Night" – 6:21
5. Highway Star – 7:16

### DVD
1. Intro
2. Ted the Mechanic
3. Strange Kind of Woman
4. Bloodsucker
5. Pictures of Home
6. Almost Human
7. Woman from Tokyo
8. Watching the Sky
9. Fireball
10. Sometimes I Feel Like Screaming
11. Steve Morse Guitar Solo
12. Smoke on the Water
13. Lazy
14. Perfect Strangers
15. Speed King
16. Black Night
17. Highway Star

## Състав
- Иън Гилан – вокал
- Стив Морз – китара
- Роджър Глоувър – бас
- Джон Лорд – орган, клавишни
- Иън Пейс – барабани